# Der Wildtöter (Hörspiel, Halver)
Als Der Wildtöter erschienen zwei Hörspiele von Konrad Halver nach Motiven des ersten Lederstrumpf-Romans Der Wildtöter von James Fenimore Cooper. Veröffentlicht wurde das eine 1970 vom Label Europa als Langspielplatte (LP) und Compact Cassette (CC). Das andere erschien 1975 vom BASF-Label PEG ebenfalls als LP und von PEG sowie vom Label Paradiso auch als CC.

## Europa-Auflage
- Regie – Konrad Halver
- Regieassistenz – Hella von der Osten-Sacken
- Bearbeitung – Gerd von Haßler

Charaktere:
- Wildtöter (oder: Nathaniel Natty Bumppo; Waldläufer) – Hellmut Lange
- Chingachgook (von Delawaren aufgezogener Mohicaner) – Michael Weckler
- Tom Hutter (Einsiedler) – Werner Hinz
- Judith (Hutters Tochter) – Ingeborg Kallweit
- Hetty (Hutters Tochter) – Reinhilt Schneider
- Harry March (auch Harry Hurry genannt; Jäger) – Rudolf H. Herget
- Gespaltene Eiche (Rivenoak; Häuptling der Huronen) – Rudolf Fenner
- Wahtawah (oder: Wah-ta-Wah; Mohicanerin, Häuptlingstochter) – Heike Kintzel
- Mingokrieger: Tonio von der Meden (zwar genannt, aber Rolle existiert nicht)[2]
- Erzähler: Hans Paetsch

## PEG-/Paradiso-Auflagen
- Regie – Konrad Halver
- Produzenten:
  - PEG: Peter Folken und Konrad Halver
  - Paradiso: HAFO
- Musik:
  - Wolfram Burg
  - Okko Bekker
  - Zudem: Original-Indianermusik

Charaktere:
- Wildtöter (oder: Nathaniel Natty Bumppo; Waldläufer) – Hellmut Lange
- Chingachgook (von Delawaren aufgezogener Mohicaner) – Hans Kahlert
- Tom Hutter (Einsiedler) – Otto Löwe
- Judith (Wildtöters Tochter) – Dagmar von Kurmin
- Hetty (Wildtöters Tochter) – Katrin Heimann
- Harry March (auch Harry Hurry genannt; Jäger) – Rudolf H. Herget
- Gespaltene Eiche (Rivenoak; Häuptling der Huronen) – Rudolf Fenner
- Wahtawah (oder: Wah-ta-Wah; Mohicanerin, Häuptlingstochter) – Erika Bramslöw
- Sumach: Agáfija Maschkówa
- Erzähler: Hans Paetsch